# CSL 2014
O Canadian Soccer League ou Liga Canadense de Futebol ou também conhecido apenas por CSL de 2014 foi a décima sétima edição deste torneio semi profissional de futebol canadense onde predomina equipes da província de Ontário. O York Region Shooters derrotou nos penaltis a equipe do Toronto Croatia e conquistou seu segundo título.

## Primeira Fase
A Primeira Fase é composta por um sistema de pontos corridos com turno e returno e começou a ser disputada no dia 24 de maio e terminou no dia 5 de outubro, após o termino as 8 melhores equipes se classificam para a segunda fase.

### Classificação
| Pos | Equipes              | Pts | PJ | V  | E | D  | GF | GC | SG  |
| --- | -------------------- | --- | -- | -- | - | -- | -- | -- | --- |
| 1.  | York Region          | 44  | 18 | 13 | 5 | 0  | 42 | 15 | +27 |
| 2.  | Toronto Croatia      | 33  | 18 | 10 | 3 | 5  | 40 | 27 | +13 |
| 3.  | Kingston FC          | 28  | 18 | 8  | 4 | 6  | 47 | 38 | +9  |
| 4.  | North York Astros    | 26  | 18 | 7  | 5 | 6  | 31 | 22 | +9  |
| 5.  | Burlington SC        | 24  | 18 | 7  | 3 | 8  | 23 | 37 | -14 |
| 6.  | Serbian White Eagles | 23  | 18 | 6  | 5 | 7  | 32 | 20 | +12 |
| 7.  | SC Waterloo Region   | 22  | 18 | 6  | 4 | 8  | 33 | 42 | -9  |
| 8.  | Brampton United      | 21  | 18 | 6  | 3 | 9  | 19 | 25 | -6  |
| 9.  | London City          | 20  | 18 | 6  | 2 | 10 | 31 | 46 | -15 |
| 10. | Niagara United       | 11  | 18 | 3  | 2 | 13 | 23 | 49 | -26 |

|  |                                    |
|  | Classificados para a segunda fase. |

## Segunda Fase
A segunda fase da CSL iniciou no dia 11 de outubro e terminou em 26 de outubro quando ocorreu a grande final.

### Esquema
|  | Quartas-de-final | Quartas-de-final     | Quartas-de-final  |                 |             | Semifinais | Semifinais | Semifinais |  |  | Final | Final             | Final |
|  |                  |                      |                   |                 |             |            |            |            |  |  |       |                   |       |
|  |                  | York Region          | 4                 |                 |             |            |            |            |  |  |       |                   |       |
|  |                  | Brampton United      | 0                 |                 |             |            |            |            |  |  |       |                   |       |
|  |                  | Brampton United      | 0                 |                 | York Region | 1          |            |            |  |  |       |                   |       |
|  |                  |                      |                   |                 | York Region | 1          |            |            |  |  |       |                   |       |
|  |                  |                      | North York Astros | 0               |             |            |            |            |  |  |       |                   |       |
|  |                  | North York Astros    | North York Astros | 0               | 3           |            |            |            |  |  |       |                   |       |
|  |                  | North York Astros    |                   |                 | 3           |            |            |            |  |  |       |                   |       |
|  |                  | Burlington SC        | 0                 |                 |             |            |            |            |  |  |       |                   |       |
|  |                  |                      |                   |                 |             |            |            |            |  |  |       | York Region (pen) | 1(5)  |
|  |                  |                      |                   | Toronto Croatia | 1(4)        |            |            |            |  |  |       |                   |       |
|  |                  | Kingston FC          | 3                 |                 |             |            |            |            |  |  |       |                   |       |
|  |                  | Serbian White Eagles | 0                 |                 |             |            |            |            |  |  |       |                   |       |
|  |                  | Serbian White Eagles | 0                 |                 | Kingston FC | 1          |            |            |  |  |       |                   |       |
|  |                  |                      |                   |                 | Kingston FC | 1          |            |            |  |  |       |                   |       |
|  |                  |                      | Toronto Croatia   | 2               |             |            |            |            |  |  |       |                   |       |
|  |                  | Toronto Croatia      | Toronto Croatia   | 2               | 4           |            |            |            |  |  |       |                   |       |
|  |                  | Toronto Croatia      |                   |                 | 4           |            |            |            |  |  |       |                   |       |
|  |                  | SC Waterloo Region   | 2                 |                 |             |            |            |            |  |  |       |                   |       |

## Premiação
| CSL 2014                                 |
| ---------------------------------------- |
| York Region Shooters Campeão (2º título) |